# Enrique Ortiz Selfa
Enrique Ortiz Selfa (Grañén, provincia de Huesca, España, 12 de enero de 1960) es un empresario español dedicado mayormente al sector de la construcción y de servicios. Desde 1999 es el accionista mayoritario del Hércules Club de Fútbol S.A.D..

## Biografía
Nació en Grañén, un pequeño pueblo de la provincia de Huesca, mientras sus padres se encontraban allí por motivos laborales pese a que residían en Alicante. Pese al intento de su madre en dar a luz en Alicante, Enrique Ortiz no fue el único de los cinco hermanos que nació fuera de la ciudad alicantina debido a que en el momento de dar a luz las condiciones meteorológicas impidieron el traslado a Alicante. Se crio en el barrio alicantino de Benalúa.

### Empresario
Enrique Ortiz es presidente y principal accionista del Grupo Cívica (anteriormente llamado Grupo Ortiz e Hijos), un holding que agrupa numerosas empresas dedicadas a la construcción, la promoción inmobiliaria, la gestión de suelo, o servicios públicos. Heredó la empresa familiar Enrique Ortiz e Hijos, creada por su padre por los años 1930 y dedicada a la cerámica. Con los años hizo de la pequeña empresa familiar la más fuerte del sector de la construcción en la provincia de Alicante. 

En 2005, Ortiz tuvo unas ventas de más de 110.8 millones de euros (un 14 % más que el año anterior) y unos beneficios declarados de más de 11 millones de euros.

En 2007 disponía de una cartera de suelo valorada en más de 2.310 millones de euros. Su grupo se adjudicó el denominado Plan Rabassa, el mayor proyecto urbanístico de la provincia de Alicante, que viene siendo muy discutido en los años 2000 y cuyo desarrollo se prevé inminente.

### Hércules C. F.
A finales de los años 1990, tras sufrir el Hércules Club de Fútbol una gran crisis institucional con vacío de poder y al borde de la quiebra, el alcalde de Alicante, Luis Bernardo Díaz Alperi le pidió a Ortiz que asumiera las riendas del club pese a que al empresario no le gustaba el fútbol. Enrique Ortiz se convirtió en el accionista mayoritario del Hércules tras adquirir el 95 % de las acciones y salvó al equipo del descenso a Tercera División y/o desaparición, tras sufragar las deudas contraídas con futbolistas, trabajadores y empresas. El proceso de compra de estas acciones lo realizó a nombre de la empresa Aligestión, creada especialmente para gestionar al club herculano desde un lugar saneado y sin intervención por parte de acreedores. También, en 2004, fue durante un corto intervalo de tiempo, presidente del Hércules, tras suceder en el cargo a su cuñado, el médico José Enrique Carratalá Ferrández, pero cedió la presidencia al empresario oriolano Valentín Botella Ros que entró en el accionariado del Hércules tras comprarle a Ortiz el 25 % del club. En enero de 2007, se inauguró el Campo de Entrenamiento de Fontcalent situado en unos terrenos de su propiedad en la partida rural de Fontcalent. En mayo de ese mismo año, bajo su mandato el Hércules por medio de Aligestión, recompró al Ayuntamiento de Alicante el estadio José Rico Pérez. Actualmente, la afición lo tiene como principal culpable de la situación crítica que atraviesa el club. Ha realizado medidas polémicas para silenciar a la afición, como la retirada de carteles y pancartas en su contra, hecho que ha sido considerado por muchos por una falta de libertad de expresión.

## Implicación en el caso Brugal
Ortiz ha sido detenido por su supuesta implicación en dos de las piezas separadas del caso Brugal: la que pretende aclarar si hubo irregularidades en la adjudicación del plan zonal de residuos de la Vega Baja; y la que investiga los presuntos amaños en el PGOU de Alicante, dos asuntos que se siguen instruyendo en juzgados de la provincia.
El 6 de julio de 2010 fue detenido por la policía tras las investigaciones sobre una trama de corrupción en la comarca de la Vega Baja de Alicante vinculada con la contrata de basuras de esa comarca. En la misma operación fueron detenidos tres concejales del Partido Popular de Orihuela, el empresario Ángel Fenoll y el presidente de la Diputación Provincial de Alicante, José Joaquín Ripoll. Todos ellos fueron liberados por el juez tras prestar declaración

## Implicación en el caso Gürtel
En mayo de 2012, el magistrado José Ceres, quien investiga la supuesta financiación ilegal del PP en la Comunidad Valenciana, dicta una providencia por la que cita al empresario a declarar como imputado el 11 de julio de 2012 en el Tribunal Superior de Justicia de la Comunidad Valenciana. Enrique Ortiz está imputado en la pieza que investiga si se falsearon facturas que reflejaban pagos del empresario a Orange Market, la filial valenciana de la trama corrupta Gürtel, por unos 300.000 euros.
En su escrito de defensa ante la apertura de juicio oral dictada por el magistrado José de la Mata Enrique Ortiz reconoce la financiación ilegal del PP de la Comunidad Valenciana durante los años 2007 y 2008.  Se enfrenta a una petición de condena de 4 años de cárcel.